# Паусанија (генерал)
Паусанија (грч. Παυσανίας; умро око 470. п. н. е.) био је спартански војсковођа и учесник Грчко-персијских ратова. Предводио је грчку војску у бици код Платеје у којој је однео велику победу.

## Породица
Паусанија је био син Клеомброта и нећак Леониде I. Након Леонидине смрти (битка код Термопила) обављао је функцију регента над његовим малолетним сином Плеистархом. Његов син, Плеистоанакт, касније ће постати краљ Спарте. 

## Грчко-персијски рат
Године 479. п. н. е. изабран је за вођу грчке војске. Она је исте године однела велику победу над Персијанцима у бици код Платеје. Персијску војску предводио је Мардоније. Након ове битке Персијанци су избачени из Европе. Спартанци одбијају да наставе рат за ослобођење малоазијских грчких градова. Атина преузима вођство формирајући Делски савез. Спартанци га шаљу као команданта грчких војних снага страхујући од превеликог јачања Атине.

## Сарадња са Персијанцима
Паусанија је 478. године п. н. е. оптужен за сарадњу са Персијанцима па је опозван у Спарту. Након суђења на коме се испоставило да је невин, враћа се на Егеј где осваја Византион и проглашава се за његовог владара. Тамо ослобађа неке персијске заробљнике међу којима су били и рођаци Ксеркса, персијског цара. Паусанија и Ксеркс ступају у контакт. Спартански генерал предложио је цару да за њега освоји Грчку у замену за руку његове кћери. 

## Смрт
Грчки савезници пожалили су се Спарти на Паусанијино понашање те је он поново позван у Спарту. Ефори су га затворили и оптужили за покушај подизања устанка хелота. Ослобођен је од оптужбе, али је касније пронађено компромитујуће писмо те су ефори наложили поновно затварање. Паусанија се склонио у храм богиње Атине тражећи азил. Ефори су зазидали све излазе из храма. Паусанија је пуштен мало пре него што је издахнуо. 